# Tài sản của Tòa Thánh
Các tài sản của Tòa thánh được quy định bởi Hiệp ước Lateran năm 1929 ký với Vương quốc Ý. Mặc dù các tài sản này nằm trong lãnh thổ Ý nhưng lại là tài sản của Toà Thánh, một số tài sản trong số đó được hưởng chế độ ngoại trị (ngoài lãnh thổ) với các quyền miễn trừ tương tự như của các đại sứ quán nước ngoài trên lãnh thổ Ý.
Kể từ năm 1871, khi Vương quốc Ý thống nhất bán đảo Ý, các Giáo hoàng đã tự giam mình tại đồi Vatican mà sử liệu sau này gọi là người tù ở Vatican. Các Giáo hoàng không công nhận việc Nhà Savoy sáp nhập Lãnh địa Giáo hoàng vào lãnh thổ Vương quốc Ý mới. Cuộc chiến tư tưởng này âm thầm kéo dài gần 6 thập kỷ, đến tận năm 1929, Hiệp ước Lateran mới được ký kết giữa người đứng đầu Vương quốc Ý thời bấy giờ là Vittorio Emanuele III và vị Giáo hoàng đương nhiệm của Công giáo là Piô XI. Theo hiệp ước này, một nhà nước với diện tích rộng 0,44 km2 nằm trong lòng thủ đô Roma đã ra đời với tên gọi là Thành Quốc Vatican, ngoài ra Hiệp ước Lateran còn công nhận Vatican và Giáo hoàng được sở hữu nhiều bất động sản và toà nhà rải rát trên khắp nước Ý. Những công trình này trên thực tế vẫn là một phần lãnh thổ của Ý, nhưng được sở hữu bởi Toà Thánh, có nghĩa là diện tích của chúng không được tính vào diện tích của Nhà nước Vatican.

## Bên ngoài Thành Vatican nhưng bên trong Roma

### Tài sản ngoại trị
- Tổng lãnh vương cung thánh đường Thánh Gioan Latêranô (Arcibasilica di San Giovanni in Laterano)
- Vương cung thánh đường Đức Bà Cả (Basilica di Santa Maria Maggiore)
- Vương cung thánh đường Thánh Phaolô Ngoại thành (Basilica di San Paolo fuori le Mura) (khu phức hợp cũng bao gồm tu viện Benedictine, Phòng thí nghiệm của Giáo hoàng San Paolo và Đại học Giáo hoàng Beda).
- Cung điện Lateran, Đại học Lateran, Scala Santa và các toà nhà liền kề,
- Cung điện St Callixtus (Palazzo San Callisto) - nhà của Hội đồng Giáo hoàng Cor Unum.
- Một số tòa nhà trên Đồi Gianicolo, cụ thể là Đại học Giáo hoàng Urbaniana, Đại học Giáo hoàng Bắc Mỹ và Bệnh viện Bambino Gesù.
- Palazzo della Cancelleria giữa Corso Vittorio Emanuele II và Campo de 'Fiori.
- Palazzo di Propaganda Fide (Cung điện của Giáo đoàn Truyền giáo cho các Dân tộc) ở Piazza di Spagna.
- Cung điện Văn phòng Thánh - trụ sở của Bộ Giáo lý Đức tin ở Piazza del Sant'Uffizio và tiếp giáp với Vương cung thánh đường St. Peter.
- Cung điện của Bộ Giáo hội Phương Đông (trước đây là Palazzo dei Convertendi ở Piazza Scossacavalli), ở Via della Conciliazione (rione của Borgo)
- Palazzo Pio ở Via della Conciliazione (đổi lấy  Palazzo della Dataria )[4]
- Cung điện Maffei Marescotti (còn gọi là  Palazzo Maffei Marescotti ) ở Via della Pigna
- Giáo hoàng Tiểu Chủng viện Rôma
- Campo Santo Teutonico
- Phần lớn hơn của Hội trường dành cho khán giả của Đức Phaolô VI (tuy nhiên, phần trống với ngai vàng của Giáo hoàng là một phần của lãnh thổ Vatican).[4]

### Tài sản phi ngoại trị
- Cung điện của các Thánh Tông đồ gắn liền với Basilica dei Santi Apostoli.
- Cung điện gắn liền với Nhà thờ San Carlo ai Catinari
- Collegio Bellarmino ở Via del Seminario gần Nhà thờ Sant'Ignazio.
- Viện Khảo cổ học, Học viện Giáo hoàng Đông phương, Chủng viện Giáo hoàng Lombard và Đại học Nga trên Piazza Santa Maria Maggiore.
- Hai Cung điện của Sant'Apollinare nằm giữa Piazza Sant'Apollinare và Via della Serola.
- Ngôi nhà tĩnh tâm dành cho Giáo sĩ của các Thánh John và Paul, bao gồm cả Nympheum của Nero, trên Đồi Caelian.

### Tài sản ngoại trị trước đây
- Palazzo della Datarìa gần Cung điện Quirinal (hiện giờ không phải là tài sản của Tòa thánh nữa; đổi lấy Palazzo Pio)[4]

## Bên ngoài Roma

Tài sản ngoại trị của Tòa thánh ở Castel Gandolfo:
1. Cung điện Giáo hoàng với khu vườn liền kề
2. Khu vườn của biệt thự Cybo
3. Biệt thự Barberini, khu vườn và khu nông trại
4. Oliveto ex-Bacelli
5. Nhà thờ San Tommaso di Villanova

### Tài sản ngoại trị
- Cung điện Castel Gandolfo, Khu vườn của Biệt thự Cybo, Biệt thự Barberini cùng với những khu vườn liền kề, khu đất mùa hè của  Pontificio Collegio Urbano de Propaganda Fide  và trang trại của Giáo hoàng giữa các thị trấn Castel Gandolfo và Albano Laziale (around 55 hécta hay 140 mẫu Anh).
- Khu vực Santa Maria di Galeria, nơi đặt ăng ten của Đài phát thanh Vatican. Khu vực này đã được Ý nhượng lại cho Tòa thánh trong một thỏa thuận vào năm 1951.[4]

### Tài sản phi ngoại trị
- Basilica della Santa Casa (Santa Casa) tại Loreto, Tỉnh Ancona.
- Vương cung thánh đường Thánh Phanxicô thành Assisi tại Assisi, Tỉnh Perugia.
- Vương cung thánh đường Thánh Anthony thành Padua tại Padua, Tỉnh Padua.
- Kính viễn vọng Vatican, Quận Graham, Arizona, Hoa Kỳ.

Hiệp ước cơ bản, được ký năm 1993, cấp quyền sở hữu tài sản và miễn thuế cho Tòa thánh đối với các thánh địa Cơ đốc giáo khác nhau ở Israel, nhưng thỏa thuận này chưa bao giờ được hoàn thiện vì các vấn đề ngoại giao giữa Vatican và chính phủ Israel.